# A szívem érted RAPes
A szívem érted RAPes (eredeti cím: Save the Last Dance) egy 2001-es amerikai zenés film Julia Stiles és Sean Patrick Thomas főszereplésével.

## Történet
|  | Alább a cselekmény részletei következnek! |

A történet egy lányról, Sararól szól, aki híres balerina szeretne lenni. Miután egy autóbalesetben meghal az anyja, Sara apjához költözik Chicagóba és egy olyan iskolába kerül, ahol szinte csak afroamerikaiak vannak. Sara már az első óráján nézeteltérésbe keveredik Derekkel. Később megismerkedik a fiú testvérével, Chenille-lel, akivel összebarátkoznak. A lány elviszi Sara-t egy diszkóba, ahol Derek táncolni hívja őt. Derek látja, hogy a lány nem tud hiphopot táncolni, ezért felajánlja neki, hogy megtanítja táncolni. Később nagyon jó barátok lesznek és ebből a barátságból szerelem lesz. Chicagóban egy hónap múlva felvételi lesz a híres balett iskolába. A két különböző fiatal barátai nem nézik jó szemmel, hogy együtt vannak, ezért össze kell fogniuk. A végén Sarat felveszik az iskolába, Derek pedig az orvosi egyetemre megy.

## Szereplők
| Szerep            | Színész             | Magyar hang   |
| ----------------- | ------------------- | ------------- |
| Sara Johnson      | Julia Stiles        | Csondor Kata  |
| Derek Reynolds    | Sean Patrick Thomas | Holl Nándor   |
| Chenille Reynolds | Kerry Washington    | Törtei Tünde  |
| Malakai           | Fredro Starr        | ?             |
| Roy Johnson       | Terry Kinney        | Balázsi Gyula |
| Nikki             | Bianca Lawson       | Dögei Éva     |
| Snookie           | Vince Green         | ?             |
| Kenny             | Garland Whitt       | ?             |
| Diggy             | Elisabeth Oas       | ?             |
| Arvel             | Artel Kaya'ru       | ?             |
| Lip               | Cory Stewart        | ?             |
| Glynn             | Jennifer Anglin     | ?             |
| Dean mama         | Dorothy Martin      | ?             |
| Lindsay Johnson   | Kim Tlusty          | ?             |
| Nő a vonaton      | Felicia Fields      | ?             |
| Mrs. Gwynn        | Ora Jones           | ?             |
| Mr. Campbell      | Tab Baker           | ?             |

## Díjak, jelölések
| Év   | Díj                                  | Kategória                                    | Jelölt                           | Eredmény |
| ---- | ------------------------------------ | -------------------------------------------- | -------------------------------- | -------- |
| 2002 | Black Reel                           | Legjobb hangvágás – Zene – Musical játékfilm | Kerry Washington                 | Jelölve  |
| 2002 | Golden Reel Award                    | Színházi – Legjobb női mellékszereplő        | Michael T. Ryan                  | Jelölve  |
| 2001 | MTV Movie Award                      | Legjobb csók                                 | Julia Stiles Sean Patrick Thomas | Elnyerte |
| 2001 | MTV Movie Award                      | Áttörő férfi alakítás                        | Sean Patrick Thomas              | Elnyerte |
| 2001 | MTV Movie Award                      | Legjobb táncjelenet                          |                                  | Jelölve  |
| 2001 | MTV Movie Award                      | Legjobb női előadás                          | Julia Stiles                     | Jelölve  |
| 2001 | Teen Choice Award                    | Film – Choice Actress                        | Julia Stiles                     | Elnyerte |
| 2001 | Teen Choice Award                    | Film – Choice Breakout Performance           | Kerry Washington                 | Elnyerte |
| 2001 | Teen Choice Award                    | Film – Choice Fight Scene                    | Julia Stiles Bianca Lawson       | Elnyerte |
| 2001 | Teen Choice Award                    | Film – Choice Actor                          | Sean Patrick Thomas              | Jelölve  |
| 2001 | Film – Choice Drama/Action Adventure |                                              |                                  | Jelölve  |
| 2001 | Young Hollywood Award                | Kiemelkedő férfi alakítás                    | Sean Patrick Thomas              | Elnyerte |

## Filmzene
1. Blackout – You Don't Really Want Some
2. Shawty Redd – Let's Get Crunk
3. Blackout – I Heard You Breathing
4. LaShone D'Andrell Fletcher & Joseph Hearne – Move It Slow
5. Angela Ammons – When It Doesn't Matter
6. Presidential Campaign – In for Cream
7. Shawty Redd – Everything Iz Buzziness
8. Fatman Scoop – Where You At
9. Shawty Redd – Drop It to Da Flow
10. Shawty Redd – Big Ballin
11. Blackout – Bounce
12. Shyne feat. Barrington Levy – Bad Boyz
13. The World Beaters feat. Jess Willard III & Darryl Phinnessee – So Special
14. Chaka Demus & Pliers – Murder She Wrote
15. Method Man / Redman – Da Rockwilder
16. Faith Evans feat. Fatman Scoop – Be Faithful
17. Donell Jones – U Know What's Up
18. Shawty Redd – Shake Something
19. Pink – You Make Me Sick
20. Lucy Pearl feat. Snoop Dogg & Q-Tip – You
21. Budapest Orchestra "Symphony No. 5 in E Minor, Opus 64"
22. "Concerto in G for Piano and Orchestra"
23. Quincy Jones – I Can Tell
24. KC & The Sunshine Band – Only You
25. Anthony President – Holla at Me
26. Afrika Bambaataa és Soul Sonic Force – You Can Do It
27. Mase feat. Total – What You Want
28. Soulbone – My Window
29. Jill Scott & Fredro Starr – Shining Through
30. X-2-C – Bonafide
31. Athena Cage – All or Nothing
32. Pharoahe Monch – Simon Says
33. Blackout – Don't Stop Get It
34. Claudja Barry – Get It on Tonite
35. K-Ci & JoJo – Crazy
36. Audrey Martell & KNS – Hate the Playaz